# Apatou
Apatou är en kommun i det franska utomeuropeiska departementet Franska Guyana i Sydamerika. År 2022 hade Apatou 10 059 invånare.
Kommunen bildades den 12 november 1976 genom en utbrytning ur Grand-Santi-Papaichton, vilken samtidigt ändrade namn till Grand-Santi.

## Befolkningsutveckling
| Befolkningsutvecklingen i Apatou 1990–2021 | Befolkningsutvecklingen i Apatou 1990–2021 | Befolkningsutvecklingen i Apatou 1990–2021 | Befolkningsutvecklingen i Apatou 1990–2021 | Befolkningsutvecklingen i Apatou 1990–2021 |
| ------------------------------------------ | ------------------------------------------ | ------------------------------------------ | ------------------------------------------ | ------------------------------------------ |
|                                            |                                            |                                            |                                            |                                            |
| År                                         |                                            |                                            | Folkmängd                                  |                                            |
| 1990                                       | 1990                                       |                                            | 2 451                                      |                                            |
| 1999                                       | 1999                                       |                                            | 3 628                                      |                                            |
| 2007                                       | 2007                                       |                                            | 6 357                                      |                                            |
| 2015                                       | 2015                                       |                                            | 8 431                                      |                                            |
| 2021                                       | 2021                                       |                                            | 9 818                                      |                                            |